# Sébasticook
La Sébasticook est une rivière des États-Unis, dans le Maine. Longue de 70 km, elle prend sa source dans le lac Great Moose, coule vers le sud, jusqu'à Winslow, et se joint à la rivière Kennebec. La rivière couvre (985 miles carrés) et joue un rôle très important dans l'écologie des aquasystèmes pour les pêches et dans le golfe du Maine.

## Histoire
Le Fort Halifax fut construit en 1754 au début de la Guerre de Sept Ans, au confluent de la rivière Sébasticook et de la rivière Kennebec, à 32 kilomètres au nord du Fort Western.